# 쵤너 착시

쵤너 착시의 한 형태

쵤너 착시(Zöllner illusion)는 독일의 천체물리학자 요한 프리드리히 쵤너의 이름을 따서 명명된 착시이다. 1860년, 쵤너는 자신의 발견을 물리학자이자 학자인 요한 크리스티안 포겐도르프에게 편지로 보냈는데, 그는 물리학 연보의 편집자였다. 포겐도르프는 이후 쵤너의 원본 그림에서 관련 포겐도르프 착시를 발견했다.
착시의 한 묘사는 평행한 검은색 대각선들이 짧고 반복되는 선들과 교차하는 것으로 구성되는데, 이 교차선들의 방향은 수평과 수직으로 번갈아 나타난다. 이는 검은 선들이 평행하지 않은 것처럼 보이는 착시를 만들어낸다. 짧은 선들은 긴 선들에 대해 각도를 이루고 있으며, 이 각도는 긴 선들의 한쪽 끝이 다른 쪽 끝보다 관찰자에게 더 가깝게 보이는 인상을 주는 데 도움이 된다. 이는 분트 착시가 나타나는 방식과 유사하다. 쵤너 착시는 이러한 깊이감의 인상으로 인해 발생할 수 있다.
이 착시는 헤링 착시, 포겐도르프 착시, 뮐러-라이어 착시와 유사하며, 카페 벽 착시와도 비슷하다. 이 모든 착시들은 선들이 배경에 의해 어떻게 왜곡되어 보일 수 있는지를 보여준다.